# マジLOVE1000%
「マジLOVE1000%」（マジラブせんパーセント）は、ST☆RISHのシングル。2011年7月20日にキングレコードから発売された。

## 概要
テレビアニメ『うたの☆プリンスさまっ♪ マジLOVE1000%』のメインテーマである。表題曲は番組エンディングテーマ（1話のみオープニングテーマ）と挿入歌、カップリング曲は挿入歌として使用されている。
ユニット名のST☆RISH（スターリッシュ）はアニメの劇中で結成されたユニットで、メンバーは一十木音也（寺島拓篤）、聖川真斗（鈴村健一）、四ノ宮那月（谷山紀章）、一ノ瀬トキヤ（宮野真守）、神宮寺レン（諏訪部順一）、来栖翔（下野紘）の6人。
なお、ユニット名のST☆RISHの意味はメンバーの姓名の頭文字から取られており、CDジャケットでは各キャラクターの頭文字が強調されている。
ディスクジャケットには、森光恵による書き下ろしのST☆RISH（一十木音也、聖川真斗、四ノ宮那月、一ノ瀬トキヤ、神宮寺レン、来栖翔）のイラストが描かれている。
他の『うたの☆プリンスさまっ♪』関連のCD作品はブロッコリーからのリリースであるが、アニメシリーズのST☆RISH、QUARTET★NIGHT、HE★VENS名義シングルのみキングレコードからの発売である。

## 解説
- マジLOVE1000％の歌詞にはST☆RISHのメンバーの暖かい想いが込められており[6]、2コーラス目の歌詞は劇中で使用される各キャラクターの挿入歌として使用されたキャラクターソングのタイトルが入っている。
- マジLOVE1000%の作詞、作曲を手掛けた上松範康は曲名について、テレビアニメ本編を全話見終わった時点で分かり、「最終回で初めて楽曲にかかった魔法が解け、楽曲の本当の意味が伝わる」と表現しており、その魔法は1つではないと明言している[7][8][9]。
- 上松は、楽曲制作時はST☆RISHのメンバーを思いながら製作を行っていたが、徐々に自分の考えるままに製作を行った[10]。「歌の力の凄さ」を楽曲に込めたと語っている[7]。
- 表題曲の振り付けは山城陽子。
- 表題曲、カップリング曲の演奏ミュージシャンにそれぞれ編曲を手掛けた藤間仁、中山真斗が参加している。

## 劇中での使用
マジLOVE1000％
- テレビアニメ第1話でのみオープニングテーマ、第2話からはエンディングテーマ、第10話では挿入歌として使用された。第10話と最終回の第12話では曲のサビ部分の詞の「さあ、Let's song!!」とタイトルの「マジLOVE1000%」がサブタイトルに使用されている。
- 劇中では、卒業オーディションの為に七海春歌が作曲、ST☆RISHのメンバーが作詞を手掛けた設定になっている。また、「マジLOVE1000%」というタイトルは、シャイニング早乙女が名付けた。タイトルには「何度も聴きたくなる1000%の愛がある。」という意味が込められていると語っている。
- エンディング（1話はオープニング）映像ではST☆RISHのライブ映像演出が行われている。第1話、第13話ではライブ会場の歓声入りの演出が施されたバージョンが流れた。
- 当初の予定ではST☆RISHのダンスアニメーションは2011年6月18日に秋葉原UDXで行われた第1話プレミア上映会で初披露されるはずであったが、製作側の都合により間に合わなかった。また、ダンスアニメーションの作画の総枚数は約1万枚になった[7]。第13話のエンディングでは第1話のダンスアニメーションから作画枚数が追加されたバージョンが流れた。

未来地図
- 第11話、第13話の挿入歌として使用された。表題曲同様、劇中では卒業オーディションの為に春歌が作曲、ST☆RISHのメンバーが作詞を手掛けた。

## 収録曲
1. マジLOVE1000% [3:35]
作詞・作曲：上松範康、編曲：藤間仁
2. 未来地図 [3:58]
作詞：上松範康、作曲・編曲：中山真斗
3. マジLOVE1000%（instrumental）
4. 未来地図（instrumental）

## 批評
CDジャーナルは、「代わる代わるボーカルをとる豪華な曲であり、ジャニーズの様なフレッシュ、キャッチーに突き抜けた世界観に好感がある。」と批評した。

## 反響
2011年7月14日にニコニコ動画のテレビアニメ公式チャンネル『うたの☆プリンスさまっ♪マジLOVE1000%』がアップロードした第1話のオープニングテーマの動画が1日で10万再生を突破するなどの人気が出ており、同動画を見た上松範康はTwitterで「信じられない」という驚きの言葉とファンへの感謝の言葉をツイートした。
2012年3月2日、第6回声優アワードにて、ST☆RISHが歌唱賞を受賞。
2019年3月1日には、ソニー・ミュージックエンタテインメントのアニメソング人気投票キャンペーン「平成アニソン大賞」においてキャラクターソング賞（2010年 - 2019年）に選出された。

## 主な記録
Amazonの音楽ベストセラーランキングにおいてB'z、JUJU、東方神起を抑えて首位を獲得している。2011年8月1日付のオリコン週間シングルチャートで7位を獲得。初動売上は1.9万枚を記録した。これにより前週の2011年7月25日付のチャート10位にランクインした宮野真守の「オルフェ」が獲得した10位に引き続き本作の主題歌が2週連続でTOP10にランクインした結果になった。2011年8月8日付のオリコン週間チャートでは1.2万枚を売り上げ、14位を獲得し、発売2週目で累計売上が3万枚を突破した。
オリコンデイリーチャートでは、同年7月19日付のチャートでは13位、20日付では9位、21日付では7位、22日付では5位、23日、24日付では3位と24日まで6日連続でランクダウンはなかったが、25日付で前日の3位から4位にランクダウンした。
- 2011年7月度のオリコン月間シングルチャートでは19位を獲得し、推定売上枚数は3.0万枚を記録した。また、同年8月度のオリコン月間チャートでは46位を獲得し、2ヶ月連続で月間チャートにランクインした。
- 2011年度オリコン年間シングルチャートでは140位を獲得。推定売上枚数は5.4万枚を記録した。なお、『うたの☆プリンスさまっ♪』関連のCD作品が年間チャートTOP200入りを果たしたのは本作のみ。
- 2011年8月1日付のBillboard Japan Hot 100で20位、Billboard Hot Singles Salesで7位、Billboard Hot Animationで1位を獲得し、ビルボードチャートでは3チャートにランクインした。また、発売2週目の8月8日付のBillboard Hot Singles Sales、Billboard Hot Animationでも10位、3位を獲得し、2週連続で同チャートのTOP10にランクインした。なお、Billboard JAPANのチャートで首位を獲得した『うたの☆プリンスさまっ♪』関連のCD作品は本作と『うたの☆プリンスさまっ♪ マジLOVE1000% アイドルソング 神宮寺レン』、『うたの☆プリンスさまっ♪ マジLOVE1000% アイドルソング 愛島セシル』である。
- 2011年7月30日放送のCOUNT DOWN TVでは11位、2011年7月18日から2011年7月24日調査分のサウンドスキャンジャパンの週間CDソフトTOP20では8位、2011年7月20日から2011年7月26日調査分のRIAJ有料音楽配信チャートでは25位を獲得した。
- ドワンゴが運営しているウェブサイトの2011年度年間ランキングでは、「超!アニメロ 着うたフル」で11位[2]、「アニメロ★うた 着うた」で13位[3]、「アニメロミックス 着うた」で4位を獲得した[4]。

## 備考
- ST☆RISHの、☆の部分には「A」が入り、上松は「愛島セシル」と「ALL OF YOU」という意味が込められていることを明かした[15][16]。これにはST☆RISHのメンバーと一緒にライブシーンに参加する事で、 初めて☆は空に帰り「STARISH」になるというメッセージが込められている[17]。
- 表題曲「マジLOVE1000%」のアレンジバージョン「マジLOVE1000% 〜2012MIX〜」、表題曲とテレビアニメ版の挿入歌として使用されたキャラクターソングメドレー「マジLOVE1000%&アイドルソング スペシャルメドレー」が、2012年1月25日に発売されたテレビアニメ版のBlu-ray Disc、DVD第5巻の特典CDに収録された[18]。
- 2012年8月26日に開催された「Animelo Summer Live 2012 -INFINITY∞-」では、ST☆RISHがトップバッターを務め、「マジLOVE1000%」「未来地図」を歌唱した。Animelo Summer Liveにおいては複数アーティストによるコラボレーションから始まるのが慣例となっており、一曲目がコラボレーションでないのはこの時のST☆RISHが初めてである。また、最初に歌唱した「マジLOVE1000%」は、アニメ第一話で使用された前奏（劇中で七海春歌役の沢城みゆきによるナレーションが流れていた部分）が付いたバージョンとなっていた。
- コナミの音楽ゲーム、Dance Evolution ARCADEに収録されており、劇中の振り付けを元にしたダンスが踊ることが出来る。

## カバー
- Peaky P-key - 2020年より、ゲーム『D4DJ Groovy Mix』に収録[19]、2021年1月20日発売の『D4DJ Groovy Mix カバートラックス vol.1』でCD初収録。